# Akseli Pelvas
Akseli Pelvas (ur. 8 lutego 1989 w Espoo) – fiński piłkarz grający na pozycji napastnika. Obecnie jest zawodnikiem HJK Helsinki.

## Kariera klubowa
Pelvas w piłkę zaczął grać w wieku pięciu lat, gdy dołączył do klubu Etelä-Espoon Pallo. W 2003 roku, w wieku 13 lat dołączył do szkółki HJK Helsinki. Już po dwóch latach włączono go do rezerw klubu, Klubi 04.
W wieku 18 lat zadebiutował w pierwszym składzie, w zremisowanym 1-1 meczu z FC Inter Turku. Większą część sezonu 2008 spędził w rezerwach, gdzie trafił 27 goli w 17 meczach. W połowie sezonu 2008 został wypożyczony do IFK Mariehamn. Swoje dwa pierwsze gole trafił 19 października 2008 roku w wygranym 3-2 meczu na wyjeździe z FC Haka.
22 lutego 2009 podpisał trzyletnią umowę z HJK.

## Kariera reprezentacyjna
22 lutego 2012 roku zadebiutował w reprezentacji Finlandii w meczu towarzyskim z Trynidadem i Tobago.

## Sukcesy
HJK Helsinki
- Puchar Finlandii: 2008, 2011
- Veikkausliiga: 2010, 2011